# Resident Evil: L'isola della morte
Resident Evil: L'isola della morte  conosciuto in Giappone con il titolo di Biohazard: Death Island (バイオハザード:デスアイランド?, Baiohazādo: Desu Airando), è un film del 2023 diretto da Eiichiro Hasumi (già regista della serie animata Netflix Resident Evil: Infinite Darkness) ed è sceneggiato di nuovo da Makoto Fukami che aveva già scritto Resident Evil: Vendetta (2017).
Il film è la sesta produzione animata e quarto lungometraggio animato della serie di Resident Evil, ed è il sequel diretto di Vendetta.
In Italia, è stato distribuito in direct-to-video il 3 agosto 2023, sotto la supervisione di Eagle Pictures.

## Trama
Nel 1998, all'insorgere dell'incidente di Raccoon City, la Umbrella Corporation assolda una compagnia militare privata per aiutare a evacuare alti dirigenti e funzionari governativi dell'Umbrella. L'azienda schiera l'Unità 6, ma la maggior parte di essa viene morsa dagli zombi. I membri sopravvissuti JJ e Dylan Blake chiamano il quartier generale per richiedere l'estrazione e ricevere cure mediche, ma gli viene detto di mettere in quarantena i loro compagni per poi sbarazzarsene. I due litigano finché i soldati infetti non li attaccano e mordono JJ. A malincuore, Dylan dovrà uccidere JJ.
Nel 2015, a San Francisco, l'agente della Divisione delle operazioni di sicurezza (DSO) Leon S. Kennedy, e l'agente del supporto alle operazioni sul campo (FOS) Ingrid Hunnigan, hanno il compito di arrestare il ricercatore della DARPA e ingegnere di robotica, il dottor Antonio Taylor, per aver venduto informazioni riservate a potenze straniere. Durante il briefing, Leon scopre che Taylor è stato rapito da un gruppo anonimo mentre veniva braccato da una squadra SWAT del dipartimento di polizia di San Francisco. Leon tenta di intercettare i rapitori, ma viene ostacolato da Maria Gomez, una criminale sopravvissuta al loro ultimo incontro l'anno prima. Nel frattempo, il consigliere della Bioterrorism Security Assessment Alliance (BSAA) Rebecca Chambers informa l'agente Chris Redfield di dodici casi in cui persone sono morte dopo essere state misteriosamente infettate da un ceppo avanzato del virus T e sono state trovate con segni di aghi sui loro corpi. Chris fa visita a Jill Valentine, sperando di impedirle di prendere parte all'operazione perché ancora provata dal trauma dovuto al controllo mentale che Albert Wesker le aveva inflitto nel 2009, ma lei rifiuta.
Chris e Jill incontrano Rebecca e la sorella di Chris, Claire Redfield, la quale rivela di aver scoperto un'orca infettata dallo stesso ceppo di virus T delle vittime del caso di Chris. L'orca nuotava vicino al Greater Farallones National Marine Sanctuary, cosa accaduta di recente a diverse balene scomparse. Poiché il ceppo attuale è simile ai ceppi precedenti incontrati dalla BSAA, sono fiduciosi che i loro attuali vaccini saranno sufficienti. A causa della vicinanza del santuario all'isola di Alcatraz, il gruppo si reca lì fingendo un giro turistico. Durante l'esplorazione delle fogne, Jill incontra Leon e si unisce a lui per respingere i Licker e raggiungere l'armeria, dove trovano progetti per droni simili a zanzare, che erano usati per infettare le persone. In seguito, vengono catturati da Dylan e gettati in una cella di prigione con Taylor e gli altri. Dylan usa i droni per infettare i Redfield e Leon prima di rivelare di aver unito le forze con Maria, la quale cerca vendetta per la morte di suo padre Diego. Mentre Jill cerca di catturare Dylan, Rebecca cura Leon e i Redfield. Leon affronta da solo Maria Gomez, la quale è stata potenziata da un virus che le dona poteri sovrumani. Ciononostante, Leon riuscirà a sconfiggere e ad uccidere la donna, seppur dopo un arduo combattimento.
I Redfield, Jill, Leon e Rebecca uniscono le loro forze per combattere Dylan, che si fonde con un'arma bio-organica. Rebecca prende il controllo dei droni di Dylan e li programma per infettarlo, indebolendolo abbastanza da permettere a Jill, Leon e Chris di ucciderlo con esplosivi e un lanciarazzi. Mentre il gruppo attende gli elicotteri di salvataggio della BSAA, Chris elogia l'eroismo di Jill.

## Collocazione temporale
Secondo Capcom, il film è ambientato nel 2015. Questo colloca il film dopo gli eventi di Resident Evil 6 (ambientato nel 2013), ma prima di Resident Evil 7: Biohazard (ambientato nel 2017).